# گمینا لوباش
گمینا لوباش (به لهستانی:  Gmina Lubasz) یک گمینا در لهستان است که در شهرستان چارنکوو-تژچیانکا واقع شده‌است. گمینا لوباش ۱۶۷٫۵۸ کیلومتر مربع مساحت و ۶٬۹۹۲ نفر جمعیت دارد.